# Aliança Democràtica Popular
L'Aliança Democràtica Popular (serbi Демократски народни савез, Demokratski Narodni Savez) és un partit polític de la República Sèrbia Bòsnia i Hercegovina, fundat el 17 de juny de 2000, i que segons els seus estatuts, reclama els drets, la justícia social, un poder judicial independent, la pau i la desmilitarització de Bòsnia i Hercegovina i l'establiment de Bòsnia i Hercegovina segons els principis dels Acords de Dayton.
A les eleccions generals de Bòsnia i Hercegovina de 2002 no va obtenir representació a la Cambra de Representants de Bòsnia i Hercegovina i 3 de 83 a l'Assemblea Nacional de la República Sèrbia.
A les eleccions generals de Bòsnia i Hercegovina de 2006 va obtenir un escó a la Cambra de Representants de Bòsnia i Hercegovina i 4 de 83 a l'Assemblea Nacional de la República Sèrbia.